# Faldistorium

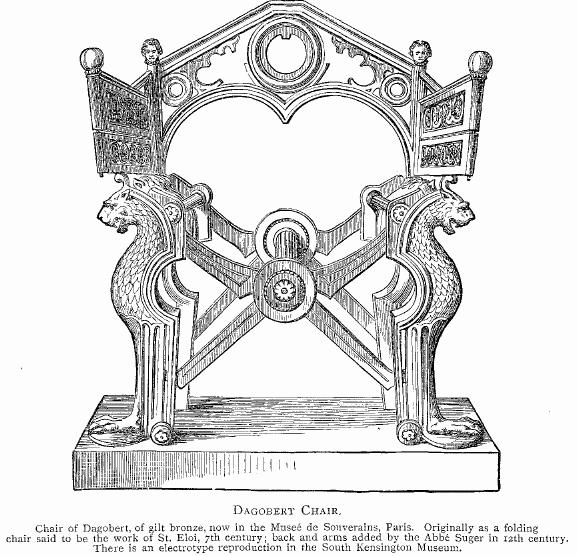
Tron Dagoberta w typie faldistorium

Faldistorium – stołek lub krzesło z charakterystycznie nożycowo skrzyżowanymi nogami, pochodzące od krzesła kurulnego. 
Używane było od wczesnego średniowiecza w kościołach i na dworach. Wykonywano je z żelaza lub brązu i wyściełano siedzenie. Nogi faldistorium często zakończone były łapami lwa, a poręcze głowami zwierząt (często ptaków).